# Kim Kyu Sik
Kim Kyu-sik (29 tháng 1 năm 1881 – 10 tháng 12 năm 1950) là nhà lãnh đạo của phong trào độc lập Triều Tiên cũng như trong thời kỳ đầu của lịch sử Hàn Quốc.
Ông sinh ở Dongnae, nay thuộc Busan. Mồ côi từ nhỏ, ông học với một nhà truyền giáo người Mỹ là H.G. Underwood từ khi lên 6 tuồi và có tên Thánh là "Johann". Sau đó ông đến Mỹ, tốt nghiệp cử nhân từ Roanoke College năm 1903 và thạc sĩ từ Đại học Princeton một năm sau đó.
Năm 1905, Kim trở về Triều Tiên và dạy học. Ông qua Trung Quốc năm 1913, sau khi Đế quốc Nhật Bản sáp nhập Triều Tiên năm 1910.
Năm 1919, không giống như Syngman Rhee, Kim đến Paris dự Hội nghị hòa bình Paris để vận động hành lang cho Triều Tiên độc lập khỏi Nhật Bản. Ông được phái đi bởi Yuh Woon-Hyung và Chang Deok-soo, những người thành lập Chính phủ Lâm thời Đại Hàn Dân Quốc ở Thượng Hải vào mùa Hè năm 1919.